# Dover House
Dover House es una mansión catalogada como Grado I en Whitehall y la sede londinense de la Oficina del Secretario de Estado para Escocia.
El edificio también alberga la Oficina del Abogado General de Escocia y la Comisión Independiente para el Impacto de la Ayuda.

## Historia
Dover House fue diseñada por James Paine como la casa en Londres de Sir Matthew Fetherstonhaugh, Bart., MP, en la década de 1750. Fue remodelada por Henry Flitcroft, como "Casa Montagu", para George Montagu, primer duque de Montagu creado, que se había mudado desde la cercana Bloomsbury. Fue restaurado una vez más por Henry Holland para el príncipe Federico, duque de York, de 1788 a 1792. El edificio perteneció a la familia Melbourne desde 1793 hasta 1830.
También ha sido el hogar de un embajador francés y Lady Caroline Lamb, con quien el poeta romántico Lord Byron tuvo una famosa aventura. Su característica más notable es un vestíbulo de entrada en forma de rotonda insertado en la antigua explanada de Holland, que es una entrada única a una mansión londinense. Los últimos propietarios privados fueron la familia del político Whig George James Welbore Agar-Ellis, creado (1831) Baron Dover, cuyo título ha conservado.

## uso del gobierno
Los herederos de Agar-Ellis fueron propietarios de Dover House desde 1830 hasta 1885, cuando se convirtió en la Oficina Escocesa, el departamento del gobierno del Reino Unido responsable de los asuntos escoceses.
Aunque se utilizó principalmente para la Oficina Escocesa, este edificio fue utilizado por la Oficina Colonial durante varios años a partir de 1941. En 1946, el Glasgow Herald especuló que "no pasarán muchos años antes de que el edificio sea demolido y se construyan nuevas oficinas gubernamentales en el sitio". Todavía estaba en uso por la Oficina Colonial cuando los terroristas sionistas colocaron una bomba allí en abril de 1947.
Cuando Escocia adquirió un parlamento descentralizado, las responsabilidades de la Oficina Escocesa se redujeron y, en 1999, pasó a llamarse Oficina de Escocia y Dover House permaneció como su edificio principal en Londres. La Oficina de Escocia también tiene una sede en Escocia, en Melville Crescent, en la Ciudad Nueva de Edimburgo .
La Comisión Independiente para el Impacto de la Ayuda también tiene su sede en Dover House.
|                                             |
| Rear of Dover House on Horse Guards Parade. |

|                                                                                                |
| Plans of basement and ground floor as initially built for Sir Matthew Featherstonehaugh, Bart. |

|                                  |
| Entrance to the Scotland Office. |

1. ↑  «Blair seems set to end chequered history of the Scotland Office». The Herald. 8 de mayo de 2000. Consultado el 30 de junio de 2021.
2. ↑  «Mega Style Apartments - Fully Furnished Apartments For Travellers». www.megastyleapartments.com.au (en inglés australiano). Consultado el 2 de octubre de 2023.
3. ↑  Accommodation for Scottish Office, Glasgow Herald, 12 October 1946, page 4
4. ↑  Terror Through Time, Part 6 – The Murderous Mandate, BBC Radio 4, 1:45 PM, 14 October 2013
5. ↑  Contact ICAI